# داژبوگ

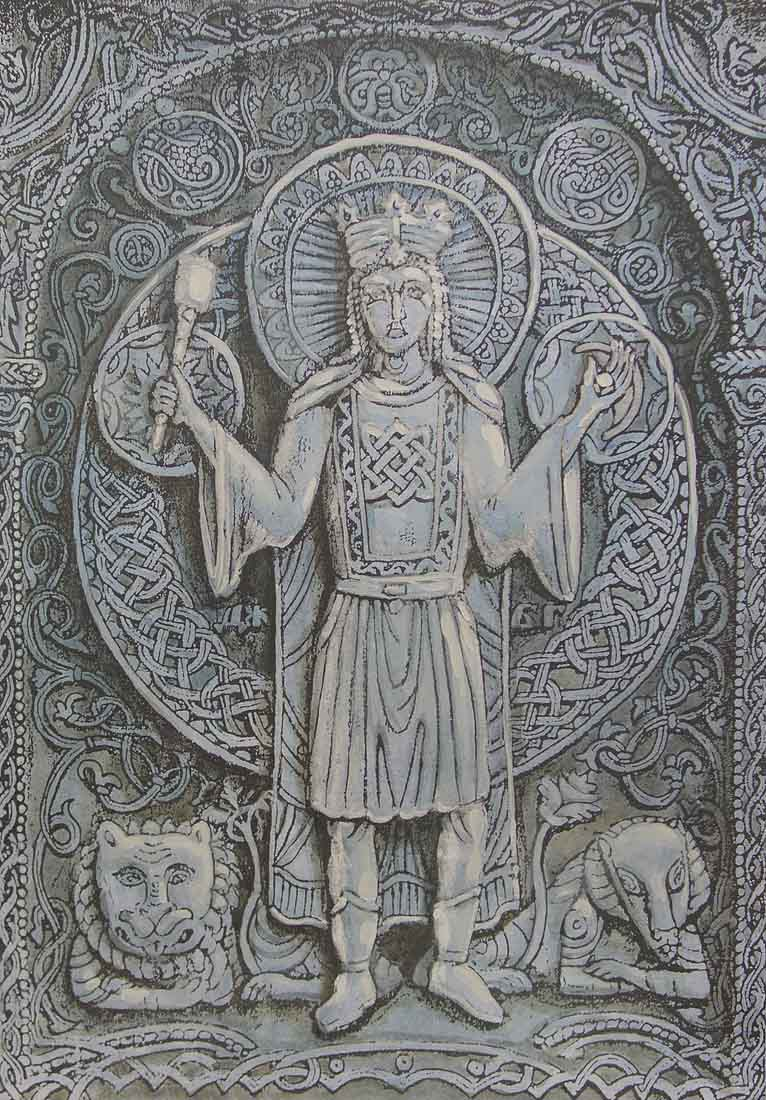
داژبوگ

داژبوگ، دابوگ یا دادژبوگ (به لهستانی: Dadźbóg) در اساطیر اسلاو ایزد خورشید، آتش، باران، گله‌داری و فلزهای گرانبها، پسر ایزد آسمان اسواروگ است. بخش نخست نام او «داژ» فعلی به معنای بخشنده، و بخش دوم «بوگ»، به معنای خدا است. او به عنوان یکی از ایزدان بلندمرتبه در اوکراین، لهستان و روسیه پرستش می‌شد، اما با ظهور دین مسیحیت او را با شیطان برابر دانستند. او هر روز صبح از میان دستان ایزدبانوی زوریا (سپیده‌دم) بیرون می‌آمد تا سوار بر ارابه‌اش شود، که توسط سه اسب (یکی از طلا، یکی از نقره و دیگری از الماس) کشیده می‌شد. او هر روز در سراسر آسمان و از میان دوازده قلمرو پادشاهی خود سفر می‌نمود. هلیوس از متون یونانی به داژبوگ در زبان اسلاوی ترجمه شده‌است. اسلاوها داژبوگ را به شکل مردی سالخورده، دارای لباسی از پوست حیوانات (معمولاً خرس) که توسط گرگ‌ها همراهی می‌شد، تصور می‌کردند.